# Adama Niane (football)
Pour les articles homonymes, voir Adama Niane.
Adama Niane, né le 16 juin 1993 à Bamako au Mali, est un footballeur international malien évoluant actuellement au poste d'avant-centre.

## Biographie

### En club

#### FC Nantes
Adama Niane arrive au centre de formation du FC Nantes en 2011, en provenance du Yeelen Olympique, club de son pays natal, le Mali. Avec le club nantais, il est vice-champion de France des moins de 19 ans, et termine meilleur buteur du championnat dans cette catégorie. Il est également demi-finaliste de la Coupe Gambardella. Avec l'équipe réserve du FC Nantes, il inscrit une dizaine de buts par saison. Il n'arrive toutefois pas à percer au sein de l'équipe première qui évolue en Ligue 1. 

#### ESTAC Troyes
Il rejoint en août 2016 le club de l'ESTAC Troyes, en Ligue 2. Il signe un contrat de deux ans, jusqu'en juin 2018.
Auteur de bonnes performances avec le club troyen (il finit meilleur buteur de Ligue 2), il prolonge en janvier 2017 son contrat jusqu'en juin 2019.

#### Sporting de Charleroi
Le 31 août 2018, il est transféré au club belge du Sporting de Charleroi.  Il marque son 1er but sous ses nouvelles couleurs dès son 1er match contre le Royal Excel Mouscron (victoire 3-1).
Pas titulaire indiscutable et ne marquant que 2 buts lors de la phase classique du championnat belge, il se révèle toutefois lors des playoffs 2 (10 matches et 5 buts marqués).
Lors de la saison 2019-2020, il démarre celle-ci en tant que titulaire mais après seulement 4 matches, Niane est relégué comme 3e voire 4e attaquant derrière le jamaïcain Shamar Nicholson et l'iranien Kaveh Rezaei, ainsi que le jeune espoir prêté par l'AC Milan, Frank Tsadjout.

#### KV Ostende
Le 28 janvier 2020, Adama Niane est prêté sans option d'achat au KV Ostende jusqu'à la fin de la saison 2019-2020 afin qu'il puisse se relancer.
Durant ce prêt, il retrouve une place de titulaire au sein d'une équipe mais ne marquera aucun but.

#### Retour au Sporting de Charleroi
Son prêt à Ostende terminé, Niane est de retour au Sporting de Charleroi pour la saison 2020-2021.  Malgré sa présence lors du stage de préparation, le malien ne fait clairement pas partie des plans de l'entraîneur Karim Belhocine. L'attaquant n'est que 5e dans la hiérarchie des attaquants.

#### FC Sochaux
Le 25 septembre 2020, Adama Niane quitte définitivement le Sporting de Charleroi pour signer au FC Sochaux,en Ligue 2, où il tentera de relancer sa carrière.
Durant la saison 2020-2021, il jouera 30 matches de championnat (dont 11 en tant que titulaire) et marquera 4 buts. Il jouera également 2 matches de Coupe de France.

#### USL Dunkerque
Le 12 janvier 2022, alors qu'il ne joue presque plus (3 rentrées en jeu en L2 uniquement lors de la première partie de la saison 2021/2022), il est prêté à l'USL Dunkerque pour la deuxième partie de saison. Il n'est pas conservé par le FC Sochaux à l'issue de la saison.

### En équipe nationale
Avec l'équipe du Mali des moins de 20 ans, il participe à la Coupe d'Afrique des nations junior 2013. Lors de cette compétition, il inscrit un but contre le Nigeria, puis un but contre la RD Congo. Le Mali se classe quatrième de l'épreuve.
Cette performance lui permet de disputer la Coupe du monde des moins de 20 ans 2013 organisée en Turquie. Lors du mondial junior, il joue trois matchs : contre le Paraguay, la Grèce, et le Mexique. Il inscrit un but contre le Paraguay.
En 2015, il participe à la Coupe d'Afrique des nations des moins de 23 ans. Lors de ce tournoi, il inscrit un but sur penalty contre le Nigeria. Par la suite, en mai 2016, il dispute le Tournoi de Toulon. Il marque deux buts lors de ce tournoi, contre le Mexique, et la France.
Il est retenu pour la CAN 2019 mais est exclu du groupe après le premier match pour avoir giflé le capitaine Abdoulaye Diaby.

## Palmarès
- 2016-2017 : Meilleur buteur de Ligue 2 avec l'ES Troyes AC (23 buts)

## Statistiques
| Saison                | Club                  | Championnat           | Championnat | Championnat | Championnat | Coupe nationale | Coupe nationale | Coupe nationale | Coupe de la Ligue | Coupe de la Ligue | Coupe de la Ligue | Total | Total | Total |
| Saison                | Club                  | Division              | M.          | B.          | P.d.        | M.              | B.              | P.d.            | M.                | B.                | P.d.              | M.    | B.    | P.d.  |
| 2012-2013             | FC Nantes             | Ligue 2               | 1           | 0           | 0           | 2               | 0               | 0               | -                 | -                 | -                 | 3     | 0     | 0     |
| 2013-2014             | FC Nantes             | Ligue 1               | -           | -           | -           | -               | -               | -               | -                 | -                 | -                 | 0     | 0     | 0     |
| 2014-2015             | FC Nantes             | Ligue 1               | 3           | 0           | 1           | -               | -               | -               | -                 | -                 | -                 | 3     | 0     | 1     |
| 2015-2016             | FC Nantes             | Ligue 1               | -           | -           | -           | -               | -               | -               | -                 | -                 | -                 | 0     | 0     | 0     |
| Sous-total            | Sous-total            | Sous-total            | 4           | 0           | 1           | 2               | 0               | 0               | -                 | -                 | -                 | 6     | 0     | 1     |
| 2016-2017             | ESTAC Troyes          | Ligue 2               | 33          | 23          | 5           | 4               | 1               | 0               | -                 | -                 | -                 | 37    | 24    | 5     |
| 2017-2018             | ESTAC Troyes          | Ligue 1               | 33          | 8           | 2           | 1               | 0               | 0               | 1                 | 0                 | 0                 | 35    | 8     | 2     |
| 2018-2019             | ESTAC Troyes          | Ligue 2               | 3           | 0           | 0           | -               | -               | -               | 1                 | 0                 | 0                 | 4     | 0     | 0     |
| Sous-total            | Sous-total            | Sous-total            | 69          | 31          | 7           | 5               | 1               | 0               | 2                 | 0                 | 0                 | 76    | 32    | 7     |
| 2018-2019             | Sporting de Charleroi | Jupiler Pro League    | 31          | 7           | 3           | 1               | 0               | 0               | -                 | -                 | -                 | 32    | 7     | 3     |
| 2019-2020             | Sporting de Charleroi | Jupiler Pro League    | 4           | 0           | 0           | -               | -               | -               | -                 | -                 | -                 | 4     | 0     | 0     |
| Sous-total            | Sous-total            | Sous-total            | 35          | 7           | 3           | 1               | 0               | 0               | -                 | -                 | -                 | 36    | 7     | 3     |
| 2019-2020             | KV Ostende            | Jupiler Pro League    | 5           | 0           | -           | -               | -               | -               | -                 | -                 | -                 | 5     | 0     | 0     |
| 2020-2021             | FC Sochaux            | Ligue 2               | 30          | 4           | 2           | 2               | 0               | 0               | -                 | -                 | -                 | 32    | 4     | 2     |
| 2021-2022             | FC Sochaux            | Ligue 2               | 3           | 0           | 0           | 3               | 2               | 0               | -                 | -                 | -                 | 6     | 2     | 0     |
| Sous-total            | Sous-total            | Sous-total            | 33          | 4           | 2           | 5               | 2               | 0               | -                 | -                 | -                 | 38    | 6     | 2     |
| 2021-2022             | USL Dunkerque         | Ligue 2               | 14          | 3           | 0           | -               | -               | -               | -                 | -                 | -                 | 14    | 3     | 0     |
| Total sur la carrière | Total sur la carrière | Total sur la carrière | 160         | 45          | 13          | 13              | 3               | 0               | 2                 | 0                 | 0                 | 175   | 48    | 13    |